# Nossa Senhora do Brasil
Nossa Senhora do Brasil é um dos títulos atribuído a Maria, mãe de Jesus, cujo nome original foi Nossa Senhora dos Divinos Corações. No Brasil, passou a ser venerada como padroeira primeiramente em Pernambuco, na Prefeitura Apostólica dos Missionários Capuchinhos, tendo seu altar na Igreja de Nossa Senhora da Penha, em Recife, atualmente conhecida como Basílica de Nossa Senhora da Penha, pertencente à Ordem dos Frades Capuchinhos, a partir daí teve seu culto se disseminado pelo resto do país.

## A imagem e José de Anchieta

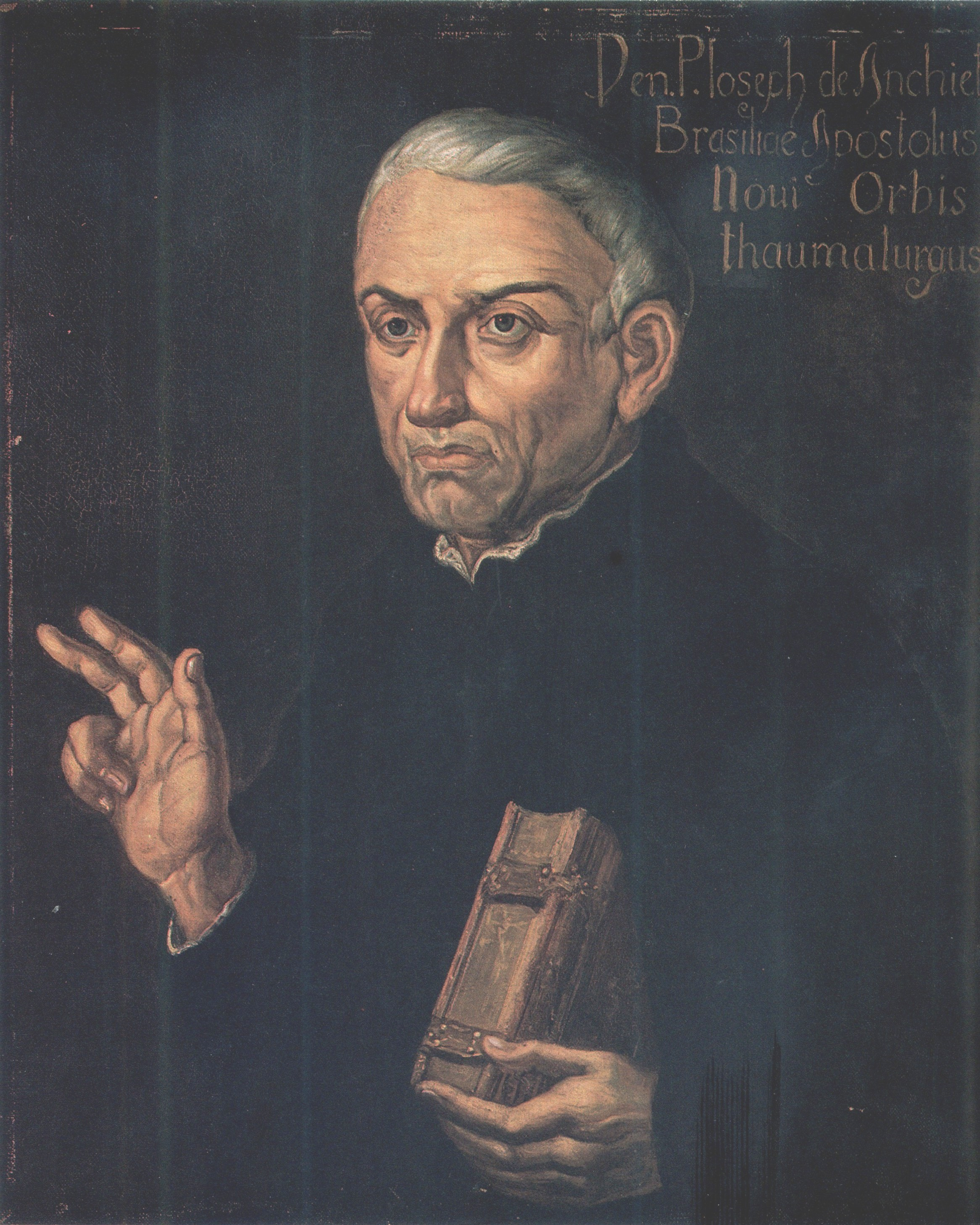
José de Anchieta

A imagem de Nossa Senhora do Brasil já existia antes de 1597, ano em que Padre José de Anchieta morreu. Há registros que revelam a vontade do grande devoto de Maria, depois que trasladou para o papel o poema De Beata Virgine Dei Matre, foi tomado por um desejo de fazer Maria como padroeira da Colonia e de fazer uma imagem dela para ser padroeira. Na Europa a Igreja estava passando pela Reforma Protestante e o nome de Maria estava sendo profanado. Logo então pensou no nome Nossa Senhora dos Divinos Corações. Entre 1569 e 1579, missionários jesuítas e com ajuda de índios catequizados das aldeias  jesuíticas de Iriritiba a mando de Padre José de Anchieta, esculpiram em madeira uma escultura de 1,5 m da Virgem Maria. Como Padre José de Anchieta era Provincial da Companhia de Jesus fundou, na Capitania do Espírito Santo, a primeira capela dedicada ao Sagrado Coração de Jesus. Posteriormente, de visita a Capitania de Pernambuco, onde residiam os colonos mais ricos devido a economia do açúcar e la foram instituídos os primeiros colégios jesuítas, teria deixado a imagem de Nossa Senhora dos Divinos Corações, numa das aldeias jesuíticas de indígenas catequizados, já que nas aldeias de Iriritiba ela era venerada pelos índios. Apos sua morte em 1597, índios já veneravam a imagem de Nossa Senhora dos Divinos Corações, e relatavam acontecimentos sobrenaturais e com isso surgiram lendas e passou a ser conhecida em todo Nordeste Brasileiro, e posteriormente seu culto foi então distribuído pelo resto do país. Permaneceu nessa aldeias até 1630, quando desapareceu por algum tempo, para escapar da sanha iconoclasta dos invasores holandeses calvinistas e franceses protestantes.
Existem registros de que em 1710, quando foi descoberta pelos missionários capuchinhos vindos da Itália, e segundo documentos fidedignos foi escolhida para padroeira de sua prefeitura apostólica, tendo seu altar na Igreja de Nossa Senhora da Penha, em Recife, por eles entronizada em 1725.

## Império Brasileiro - sinal da padroeira, orfandade, ascensão e golpe republicano
No tempo Imperial, sempre foi positiva a ligação entre o Império e a religião, tanto que Dom Pedro I entendia que o Brasil precisava ter um padroeiro oficialmente autorizado pelo Papa. Como em 1734, a imagem achada no Rio Paraíba em 1717, Nossa Senhora Aparecida estava operando milagres e a devoção foi crescendo entre o povo da região do Vale do Paraíba, em 20 de abril de 1822, Dom Pedro I e sua comitiva, visitaram a capela dela e conheceram a imagem. Mas mesmo tendo feito a consagração do Brasil a Nossa Senhora Aparecida, em Aparecida (São Paulo), em sua ida de São Paulo para o Rio de Janeiro, logo após o 7 de Setembro, solicitou ao Papa Pio VII que fizesse de São Pedro de Alcântara o Padroeiro do Brasil, tendo o Papa concordado.
Dom Pedro I não queria estrangeiros no país. Em 11 de dezembro de 1826, morre a primeira imperatriz brasileira. No mesmo ano começam as profanações de templos, e a Igreja de Nossa Senhora da Penha também foi profanada, Frei Joaquim de Afrágola, capuchinho e devoto da milagrosa imagem de Nossa Senhora dos Divinos Corações, a retirou antes que fosse destruída e junto de seus companheiros para proteger a imagem por eles venerada decidiram enviá-la em 1828, secretamente, com todos os seus adornos para o convento capuchinho em Nápoles, Itália.
Na Itália, por não terem o dinheiro do imposto alfandegário, os frades capuchinhos não puderam retirar a desconhecida encomenda encarada pelos guardas. A imagem tinha chegado sem aviso específico, em meio a outros objetos que tornavam a caixa muito pesada. Os guardas aduaneiros, então, milagrosamente curiosos, romperam a cinta que envolvia a caixa e ficaram admirados ao descobrir uma bela estátua da Virgem Maria, e enviaram prontamente ao seu destino, o Convento de Santo Efrém, o Novo. Impressionados com a notável perfeição da estátua, os religiosos resolveram expô-la à veneração dos fiéis, na própria Igreja de Santo Efrém, o Novo.

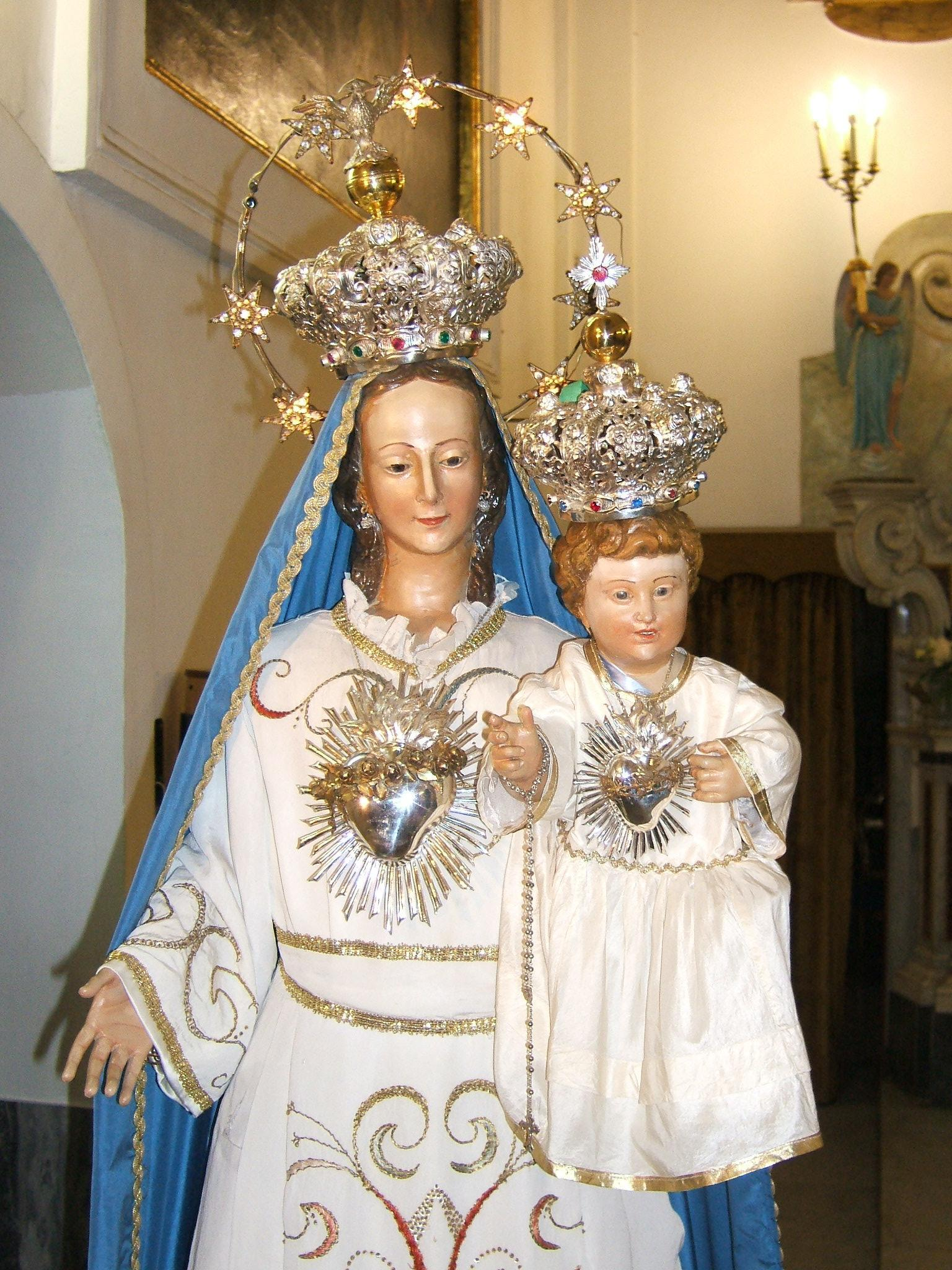

Novamente as manifestações sobrenaturais da prodigiosa imagem de Nossa Senhora dos Divinos Corações tiveram seu início logo após sua chegada. O atendimento às preces diárias dos napolitanos que frequentavam a Igreja de Santo Efrém, o Novo, levou-os a dirigir orações, render ações de graça e dedicar cada vez mais, especial devoção à virgem originária do Brasil. O título de Madonna del Brasile e Virgem Mãe de Deus Brasileira afirmaram-se em Nápoles como reconhecimento aos muitos milagres atribuídos à Santa que procedia do Brasil. A nova devoção difundiu-se em pouco tempo, tornando-se patentes numerosas graças obtidas através da artística imagem sacra.  Por exemplo, a cessação de uma epidemia de "cholera morbus" e numerosas curas.
Em 7 de Abril de 1831 Dom Pedro I abdica do trono imperial e Pedro II o menino rei com 5 anos de idade estava triste e órfão, sem os braços da  mãe e do pai e começam as rebeliões regionais entre facções locais pela falta de liderança.
Em Nápoles, na noite do dia 21 para 22 de fevereiro de 1840, um violento incêndio destruiu a maior parte da Igreja de Santo Efrém, o Novo, inclusive o riquíssimo altar onde estava a imagem da Madonna del Brasile. No entanto, ela, com seu leve vestido branco e seu manto azul todo bordado em relevo, escapou ilesa do violento fogo, que deixou apenas algumas marcas chamuscadas no rosto do Santo Menino, enquanto destroçava tudo à sua volta. O prodígio espalhou-se pela cidade. Foi providenciada a imediata reconstrução da Igreja, e, durante todo o período das obras, a imagem continuou a ser visitada por peregrinos. Devido aos inúmeros milagres que se multiplicavam a cada dia, o Papa Gregório XVI recomendou à Diocese de Nápoles que a coroasse com o título oficial de Nossa Senhora do Brasil, passando a ser assim oficialmente conhecida na Europa.

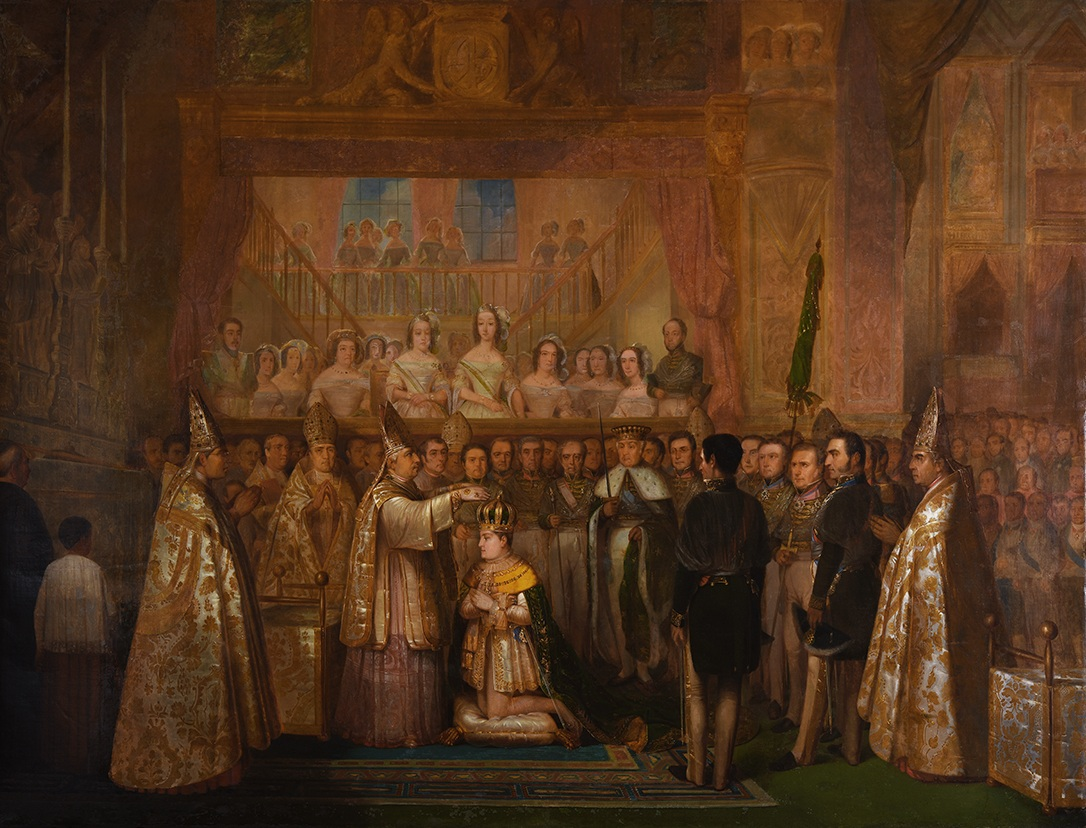

No Brasil, Dom Pedro II, com 15 anos completados, em 18 de julho de 1841 é coroado herdando um Império no limiar da desintegração e transformando o Brasil numa potência emergente na área internacional.
Em Nápoles, ano de 1865, Capuchinhos foram forçados a abandonar o Convento de Santo Efrém, o Novo após o confisco dos mosteiros, o convento maior tornou-se um quartel, o adjacente foi comprado pelas freiras clarissas. A imagem de Nossa Senhora do Brasil foi conduzida para a Igreja de Santo Efrém, o Velho, onde venerada pelos napolitanos mas não realizava tantos milagres. Em 1868, os franciscanos tinham tentado, em vão, manter ate mesmo a Igreja.
No Brasil, em 8 de dezembro de 1868, princesa Isabel visita pela primeira vez a atual Basílica Velha de Nossa Senhora Aparecida até então pertencente a cidade de Guaratinguetá e faz uma promessa.
Em 1870, o Império entra em conflito com a Igreja Católica, a Maçonaria estava inserida nas Igrejas brasileiras porque a Santa Sé estabelecia para as monarquias e impérios o regime de padroado onde o rei "padroeiro", arrecadava os dízimos eclesiásticos e deveria construir e prover as Igrejas Locais, com todo o necessário para o culto, nomear os párocos por concursos e propor nomes de bispos, sendo estes depois formalmente confirmados pelo Papa.
Pouca gente no Brasil desta época pré-Republicana era de fato católica, embora assim se declarasse e a religião oficial do Império sendo católica. Até a massa do povo continuava com suas práticas religiosas tintas de folclore e sincretismo, e, inculta, ficava em muito à margem do pensamento de vanguarda da época, as elites mergulhavam em um mar de novos conceitos, doutrinas e ideologias, tais como o iluminismo, a maçonaria, o cientificismo, e outras que marcaram a transição do século XVIII para o XIX e ainda permaneciam influentes, enfeixadas na denominação abrangente de liberalismo. Este liberalismo se caracterizava, no conjunto, por um espírito de progresso, e expressava um profundo desejo de renovação social, política, religiosa e humanística, onde se prezava acima de tudo a liberdade de consciência. Mesmo grande parte do clero se via imbuído dessas doutrinas, sem que percebessem qualquer contradição com os ditames do catolicismo nem protestassem contra a orientação regalista do sistema institucional. As discrepâncias em relação a Roma chegavam ao ponto de clérigos influentes como o Padre Feijó, um dos regentes durante a menoridade de Dom Pedro II, pregassem o fim do celibato eclesiástico, abraçassem abertamente o ideário liberal e ingressassem na maçonaria, que fora expressamente condenada por inúmeras constituições apostólicas com a pena da excomunhão.
Quando o papa Pio IX, continua a tendência de seu antecessor Gregório XVI, a partir de 1848 ate 1878 inicia uma agressiva campanha em favor de um retorno ao modo de vida medieval e à estrita observância do cânone religioso, condenando a sociedade moderna em bloco por conta de uma alegada multidão de erros e vícios, principalmente todas as formas do "abominável" liberalismo, apodado de "obra de Satanás", e reivindicando a liderança absoluta de Roma na condução de todos os assuntos, fossem religiosos, fossem profanos, na doutrina conhecida como ultramontanismo, sistematizada na encíclica Quanta cura e no seu anexo, o famoso Syllabus.
Em Nápoles, ano de 1887, frades capuchinhos conseguem de volta a Igreja de Santo Efrém, o Novo e o convento adjacente, mas decidem não levar de volta a Nossa Senhora do Brasil. Depois de 22 anos a devoção dos napolitanos a Madonna del Brasile se arrefece vertiginosamente, perde seu brilho desde sua chegada repentina em 1828.

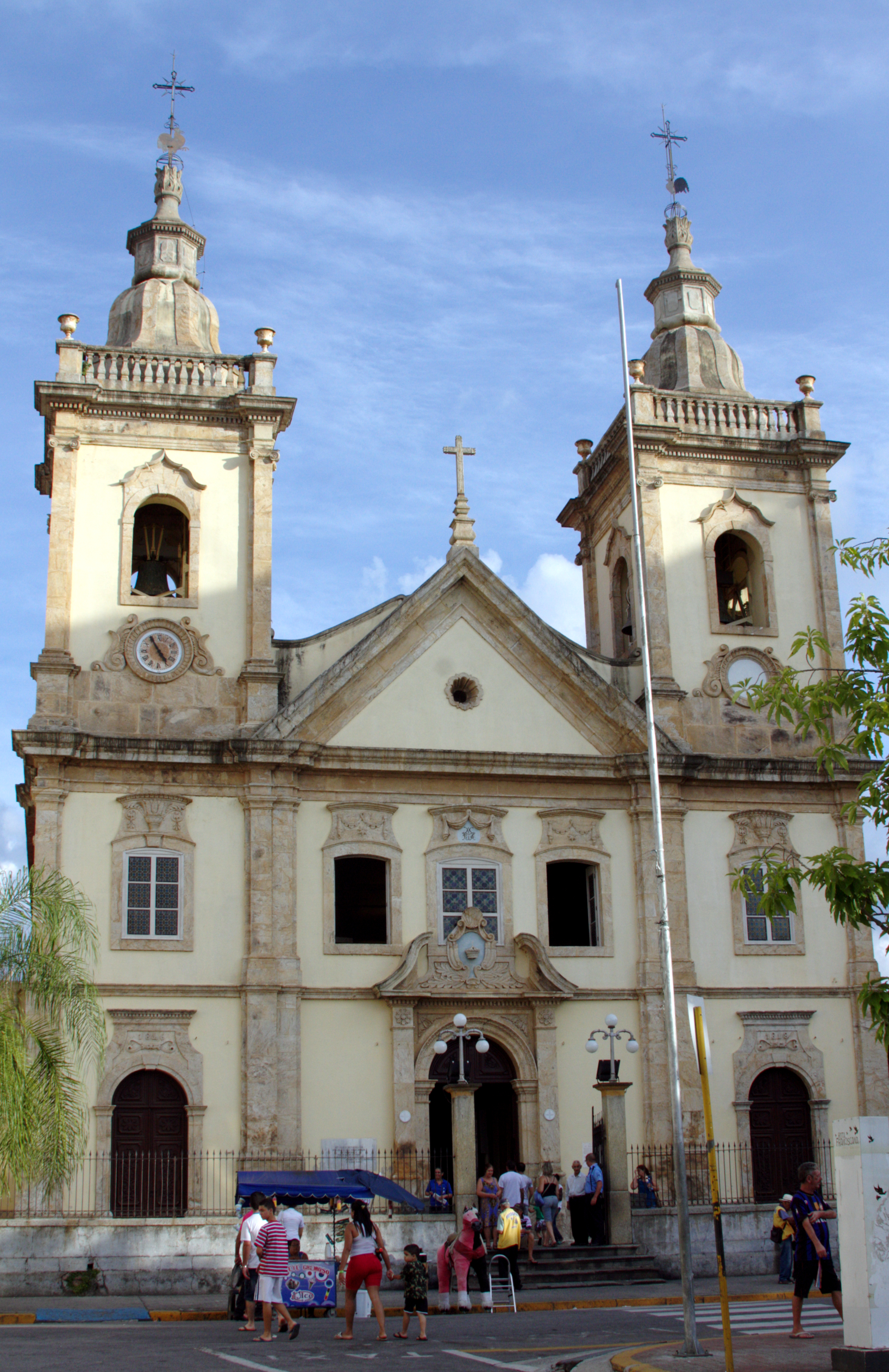

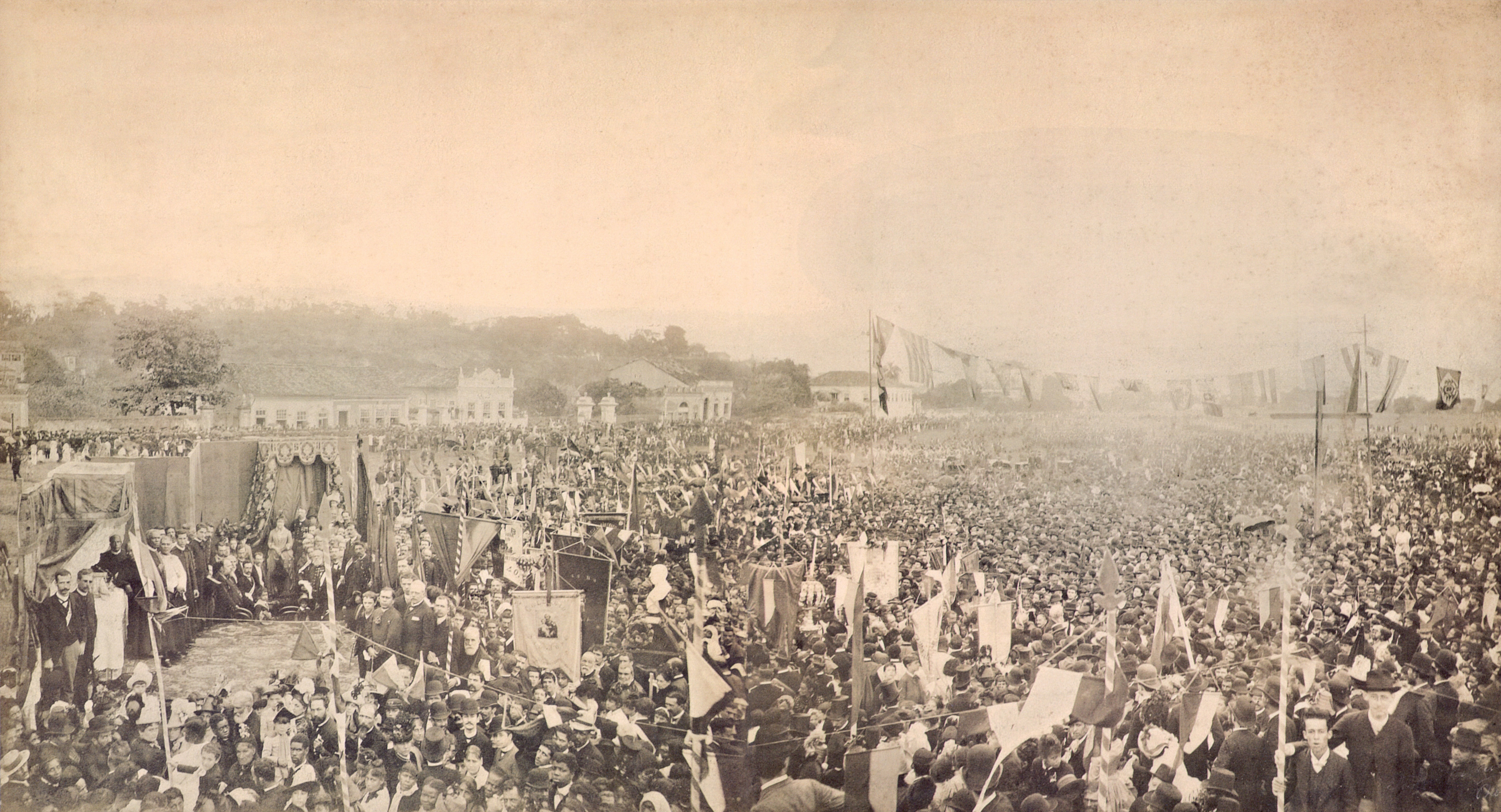
Missa campal em Ação de Graças em 22 de maio de 1888, para comemorar a Lei Áurea; à esquerda, a Princesa Isabel sob o toldo e cerca de vinte mil pessoas. Rio de Janeiro, Brazil

Em 13 de maio de 1888, num domingo é promulgada a Lei Áurea e abolida a escravidão no Brasil. Em 6 de novembro de 1888, a princesa Isabel visita pela segunda vez a Basílica de Nossa Senhora Aparecida e oferta à santa, em pagamento da promessa uma coroa de ouro cravejada de diamantes e rubis, juntamente com um manto azul, ricamente adornado. Em 28 de setembro o papa Leão XIII lhe remeteu a comenda da Rosa de Ouro, como reconhecimento pela Abolição da Escravatura. Essa comenda pontifícia simboliza o reconhecimento do papa a algum feito notável e que mereça regozijo de toda a Igreja. A princesa Isabel foi a única personalidade na história do Brasil a receber a Rosa de Ouro. Em 8 de dezembro de 1888 é solenemente inaugurada e benzida a atual Basílica Velha de Nossa Senhora Aparecida. E 11 meses e 6 dias depois é proclamada a República após um golpe de Estado em 15 de novembro de 1889.

## Era da Republica - esquecimento da padroeira
O povo não queria mudança de regime, criticavam sim Dom Pedro II, mas ansiavam pela subida ao trono da princesa Isabel, conhecida por seu fervor religioso.
Com o Golpe Republicano, São Pedro de Alcântara foi discretamente sendo esquecido, Nossa Senhora do Brasil jamais fora conhecida devido a ficar escondida apenas para napolitanos. O nome de São Pedro de Alcântara lembrava muito o Império para os republicanos e, além disso, mostrava o quanto havia ligação entre o Império e a religião e queriam acabar com essa ligação.
Porém, mesmo o papa Leão XIII saudando o novo regime, a separação oficial entre os poderes na verdade provocara protestos da Igreja, pois entre outras medidas introduzidas o clero perdeu suas imunidades e teve seu salário cortado, membros de comunidades religiosas que incluíam voto de obediência a Roma tiveram seus direitos políticos cassados, foi instituído o casamento civil e anulados os efeitos civis dos matrimônios religiosos, o ensino religioso foi abolido nas escolas públicas e a escusa por motivo de consciência ou credo para não cumprimento de obrigações civis foi rejeitada, passando a implicar em perda de direitos políticos. Na Constituição de 1891 o nome de Deus nem foi invocado. Um resultado prático disso foi um rápido e importante declínio das vocações, obrigando a um recrutamento massivo de clérigos estrangeiros para suprir as vagas não cobertas por nacionais.
A crise propiciou também, paralelamente, uma maior penetração do protestantismo, ocupando um espaço social aberto pelo desgaste geral causado pelos atritos. A mesma brecha foi aproveitada por outros credos minoritários, como o judaísmo e o espiritismo. Além disso, a oposição entre Igreja e maçonaria não foi resolvida, entretanto, nem com o advento da República, permanecendo acesa até a metade do século XX. Os sucessores de Pio IX emitiram diversos outros documentos condenando os maçons; o mesmo Leão XIII na bula Humanus genus persistia dizendo que a maçonaria era a "encarnação do Diabo", o que veio a lançar-lhe uma pesada sombra no imaginário popular e criar uma teoria da conspiração, muito porque a organização continuava a ser uma sociedade secreta, alegando-se que o que seus membros pregavam de patriotismo, solidariedade, beneficência, tolerância religiosa, igualdade e fraternidade, não passavam de engodos que ocultavam perigos e subversão e buscavam a perdição da humanidade.
Neste cenário de crise entre Igreja Católica e Estado Brasileiro, para amenizar as partes, em 8 de setembro de 1904 em nome do papa Pio X, por decreto da Santa Sé, a imagem de Nossa Senhora Aparecida é coroada com a riquíssima coroa doada pela Princesa Isabel e portando o manto anil, bordado em ouro e pedrarias, símbolos de sua realeza e patrono. A celebração solene foi dirigida por D. José Camargo Barros, com a presença do núncio apostólico, muitos bispos, o presidente da República Rodrigues Alves e numeroso povo. Depois da coroação o Santo Padre concedeu ao santuário de Aparecida mais outros favores: ofício e missa própria de Nossa Senhora Aparecida, e indulgências para os romeiros que vêm em peregrinação ao Santuário.
Depois de uma fase de indiferença entre ambos no início da República, e de dissolução de muito do prestígio do clero, a partir dos anos 1920, e especialmente durante a era Vargas, a Igreja Católica reorganizou-se e passou a buscar ativamente a recuperação dos direitos e privilégios que a República lhe havia subtraído, entendendo que o Brasil era um país católico e que a Igreja era a expressão máxima de sua religiosidade.
Vários intelectuais, como Jackson de Figueiredo e Alceu Amoroso Lima, abraçaram a causa católica, e surgiram inúmeras sociedades leigas que se dedicaram à militância. Ao mesmo tempo, a elite política, no momento de incertezas que se atravessava, entendeu que a Igreja poderia novamente servir como força legitimadora de seus propósitos, e buscou uma reaproximação. Neste período destacou-se sobremaneira o ativismo do Cardeal Leme, que em 1921 aprovou a fundação, dentre outras, de uma associação sintomaticamente denominada Centro Dom Vital, conservadora e direitista, que deveria ampliar a penetração do apostolado intelectual no país. Sua apologética, que lamentava a passividade dos católicos e não se esquivava da política se esta ameaçasse a moral, a educação e aspectos doutrinais considerados básicos pela Igreja.
Em Nápoles, ano de 1925, o Convento de Santo Efrém, o Novo se torna hospital psiquiátrico judicial.

## Luz que não se apaga - desejo de justiça
Desde 1725, para o povo brasileiro era desconhecida a existência de uma imagem intitulada de Nossa Senhora do Brasil e padroeira do Brasil desde os tempos de Padre José de Anchieta. Claro, por ter sido retirada as escondidas do Brasil. Se mantida fosse seria padroeira junto com São Jose de Anchieta, São Pedro de Alcântara e Imaculada Conceição Aparecida.
A imagem de Nossa Senhora do Brasil foi redescoberta em 1923, quando o Bispo Dom Frederico Benício de Souza Costa, ouvindo falar dela em Nápoles, quis conhecê-la. Inteirou-se da história da Madonna del Brasile, para divulgá-la largamente quando voltou ao Brasil. A surpresa para o senhor Bispo foi grande, e logo se empenhou para conseguir a transladação, repatriação para o Brasil da milagrosa imagem que aqui fora esculpida, reverenciada há séculos e participante da história do país.
Nossa Senhora Aparecida é proclamada Rainha do Brasil e sua Padroeira Principal em 16 de julho de 1930, por decreto do papa Pio XI. Em 1931, Cardeal Leme consagra o Brasil a Nossa Senhora Aparecida.
Anos depois, o então cardeal do Rio de Janeiro, Dom Joaquim Arcoverde, decidiu erguer uma Igreja em homenagem à Nossa Senhora do Brasil no recém-criado bairro da Urca. Em São Paulo, Dom José da Affonseca e Silva criou, em 1940, uma paróquia também com esse título no Jardim América, ainda segundo Arcebispo de São Paulo, foi instituído que a padroeira seria Nossa Senhora do Brasil.
Desde então, várias tentativas, campanhas feitas, pelos meios diplomáticos e jornalísticos, nada conseguiu pela transladação, repatriação. A imagem original, apesar de ter sido esculpida antes de 1610 para ser padroeira do Brasil, pertencer a pátria brasileira, diversas tentativas foram feitas para obter seu retorno ao Brasil no século XX
40 anos depois, pela Lei nº 6 802, de 30 de junho de 1980, foi decretado oficialmente feriado o dia 12 de outubro, dedicando-se este dia à devoção. Também nesta lei, a República Federativa do Brasil reconhece oficialmente Nossa Senhora Aparecida como padroeira do Brasil.
A imagem original de Nossa Senhora do Brasil, conhecida como Madonna del Brasile é venerada na Paróquia dos Santos Efebo e Fortunato na cidade de Nápoles, localizada na Piazza Sant Efremo Vecchio. No Brasil, há cinco Igrejas principais dedicadas a Nossa Senhora do Brasil, a Igreja do Bairro da Urca no Rio de Janeiro, a Paróquia do Jardim Brasil em Americana-SP, a Paróquia do Bairro São Deocleciano em São José do Rio Preto-SP e a Paróquia na Av. Brasil do Jardim América em São Paulo-SP, além de uma capelinha pertencente a Paróquia de Santo Antônio de Pádua da Granja Vianna em Cotia-SP. Mas onde a Nossa Senhora do Brasil era venerada antes de ser levada de sua terra, era a Basílica de Nossa Senhora da Penha em Recife, Pernambuco. 

## Características do povo brasileiro na imagem
E considerada muito original porque a Virgem apresenta traços indígenas e de pele bronzeada, características da mulher brasileira e o menino parece um mestiço de etnias miscigenadas, também característica brasileira. Ambos exibem os seus corações, feitos em ouro e cercados por raios luminosos, como símbolo da chama de amor que possuem. Para vários críticos de arte, o estilo da imagem indica que ela foi esculpida no Brasil.

## A padroeira
Poucas são as Nações (11) que têm o privilégio e honra de terem seu nome ligado ao de Nossa Senhora: Nossa Senhora da Europa, da America, de Luxemburgo, da Hungria, da Irlanda, do Líbano, da Palestina, da Arabia, da Africa, da China, do Brasil... Pois quis Ela, a Mãe Celestial conceder à nossa Pátria um acréscimo de bondade, em relação aos incontáveis favores espargidos sobre o Brasil.
A denominação de Madonna del Brasile surgiu informalmente entre o povo napolitano, conhecido por sua devoção mariana há 4 séculos, na época em que a imagem entrou na cidade de Nápoles. Devemos lembrar que a Santa Se que a denominou Nossa Senhora do Brasil entre 1840 e 1860, quando não havia se estabelecido ainda uma relação mais estreita entre Brasil e Itália, pois a grande imigração proveniente da região ainda não tinha começado.
O culto a Nossa Senhora do Brasil ainda não se tornou muito conhecido no território nacional, pela falta de conhecimento e material devocional. Fato explicado através da Diocese de Nápoles em esconder a devoção apenas para napolitanos. Mas apesar disso, Ela é venerada nas cidades do Rio de Janeiro, Porto Alegre, São Paulo, Americana, São José do Rio Preto, Cotia e  Porto Seguro - Capuchinhos, onde existem Igrejas a ela dedicadas com replicas.

### Oração a Nossa Senhora do Brasil
Pai de bondade, nesta hora importante, confiantes fazemos esta prece por nossa Terra.

Aflige-nos a miséria material e espiritual de milhões de irmãos.

Angustia-nos ver suas justas aspirações inatendidas. 

Entristece-nos a falta de grandeza ética e religiosidade, na vida particular e no procedimento público. 

Pedimos, pois, vossa graça, para que governantes e governados unam suas forças em busca do bem comum. 

Renovai os corações para que surjam mulheres e homens novos, capazes de construir uma grande sociedade cristã, enraizada no trabalho, na justiça e na austeridade.

Isso vos pedimos pelos Sagrados Corações de Jesus e de Maria, aqui invocados sob o título de Nossa Senhora do Brasil, vossa e nossa Mãe querida, Amém.